# 西屏街道
西屏街道是中华人民共和国浙江省丽水市松阳县下辖的一个街道办事处。
2011年，浙江省人民政府批复同意撤销西屏镇、望松乡建制，其行政区划连同叶村乡黄公渡村、寺岭下村改由松阳县政府直辖。
2011年12月，丽水市人民政府批复同意在松阳县政府直辖区域设立西屏、水南和望松3个街道办事处。西屏街道办事处辖城东、城南、城西、城北、城中、古城6个社区和一村、二村、三村、四村、五村、六村、七村、八村、九村、十村、十一村、塔寺下、上连头、项弄、白沙、北山、青蒙、水车、乌形山、周坌、桐溪、活源、官溪、阳东坑、铺门、大路口、源内、孙源、项桥下、西坌、丁山头、召山、竹客口、黄公渡35个村。

## 行政区划
西屏街道下辖以下村级行政区划单位：
城东社区、城南社区、城西社区、城北社区、城中社区、古城社区、一村、二村、三村、四村、五村、六村、七村、八村、九村、十村、十一村、塔寺下村、上连头村、项弄村、白沙村、北山村、青蒙村、水车村、乌形山村、周坌村、桐溪村、活源村、关溪村、东坑村、铺门村、大路口村、源内村、孙源村、项桥下村、西坌村、丁山头村、召山村、竹客口村和黄公渡村。